# Pawnee (Texas)
Pawnee és una concentració de població designada pel cens dels Estats Units a l'estat de Texas. Segons el cens del 2000 tenia 201 habitants.

## Demografia
Segons el cens del 2000, Pawnee tenia 201 habitants, 75 habitatges, i 54 famílies. La densitat de població era de 14,9 habitants/km².
Dels 75 habitatges en un 29,3% hi vivien nens de menys de 18 anys, en un 66,7% hi vivien parelles casades, en un 1,3% dones solteres, i en un 28% no eren unitats familiars. En el 24% dels habitatges hi vivien persones soles el 16% de les quals corresponia a persones de 65 anys o més que vivien soles. El nombre mitjà de persones vivint en cada habitatge era de 2,68 i el nombre mitjà de persones que vivien en cada família era de 3,28.
Per edats la població es repartia de la següent manera: un 23,9% tenia menys de 18 anys, un 8,5% entre 18 i 24, un 26,9% entre 25 i 44, un 21,9% de 45 a 60 i un 18,9% 65 anys o més.
L'edat mediana era de 38 anys. Per cada 100 dones de 18 o més anys hi havia 109,6 homes.
Entorn del 31% de les famílies i el 29,9% de la població estaven per davall del llindar de pobresa.

## Poblacions més properes
El següent diagrama mostra les poblacions més properes.